# Handley Page Type D
El Handley Page Type D, o HP.4, fue un monoplano monoplaza monomotor tractor, el primer diseño de Handley Page en volar más que algunos saltos. Sólo se construyó un ejemplar.

## Diseño y desarrollo
El Type D fue el tercer y último de los primeros monoplanos monoplaza de Handley Page (el Type B fue un biplano). Era un pariente cercano del Type A, que se estrelló en su primer giro, y del Type C, que no llegó a volar. Como ellos, el Type D usaba el ala patentada por José Weiss que prometía, pero que no cumplió, estabilidad lateral automática. Su estructura estaba basada en una sección interna rígida, construida con cuatro largueros y costillas estándar, con una sección externa flexible llevada sobre costillas unidas en ventilador desde los extremos de los largueros al estilo de un pájaro. El ala estaba arriostrada por cables desde un alto y estrecho pendolón en V invertida, siendo soportadas las cargas de sustentación por un arriostrado simétrico a un poste en V a juego, bajo el fuselaje. Esta última estructura también soportaba el tren de aterrizaje de dos ruedas monoeje y un largo patín central que evitaba el capotaje y mantenía la cola lejos del suelo. Después del accidente del Type A, Handley Page había añadido la deformación del ala para el control lateral en el Type C. El Type D también utilizó este sistema, con un volante tirando de cables hasta la mitad del ala, a través del pendolón. La cola horizontal era aproximadamente una delta de 60° con puntas redondeadas; la mayor parte de la superficie se movía para formar un elevador monopieza y soportaba el poste del timón y el timón partido (por encima y por debajo del elevador), por lo que todas las superficies de control se movían juntas como una pieza cruciforme. El elevador era operado empujando o tirando de un volante montado en palanca y el timón por una "caña de pie". No existía empenaje fijo.
El Type D fue construido para el Olympia Aero Show de 1911 y apareció allí con un motor Green prestado de 26 kW (35 hp) refrigerado por líquido, montado en forma tractora en un fuselaje semimonocasco de caoba estampada. Este motor no era lo suficientemente potente para conseguir que el Type D volase y se tuvo que construir un nuevo fuselaje recubierto de tela para albergar el Isaacson de 37 kW (50 hp) del Type C.
Participó en la carrera del Circuito de Gran Bretaña del Daily Mail, que comenzó el 22 de julio de 1911, pero se estrelló al final de su primer vuelo, el 15 de julio. Apareciendo después de las reparaciones con barniz amarillo, fue llamado The Antiseptic (Antiséptico) por el nuevo piloto de pruebas de Handley Page, Edward Petre, por la tintura de yodo comúnmente usada en los cortes por aquella época. En la fábrica de Handley Page en Barking, al noreste de Londres, fue a menudo llamado Yellow Peril (Peligro Amarillo) por el contemporáneo apodo dado a los cigarrillos Gold Flake. Voló varias veces desde una parte alquilada de un campo de deportes en Fairlop, a seis millas al norte de Barking, antes de que Handley Page decidiera concentrarse en los biplaza, con mejores perspectivas de ventas. Sin embargo, el Type D fue el primer avión diseñado por Handley Page en volar exitosamente. En las designaciones retrospectivas de 1924, el Type D se convirtió en el HP.4.

## Especificaciones (motor Isaacson)
Referencia datos: Barnes y James, 1987, p. 54

### Características generales
- Tripulación: Uno (piloto)
- Longitud: 6,7 m (22 ft)
- Envergadura: 9,8 m (32 ft)
- Superficie alar: 14,5 m² (156,1 ft²)
- Peso vacío: 199 kg (438,6 lb)
- Peso cargado: 281 kg (619,3 lb)
- Planta motriz: 1× motor radial de cinco cilindros refrigerado por aire Isaacson.
  - Potencia: 37 kW (51 HP; 50 CV)
- Hélices: Bipala de madera de paso fijo

### Rendimiento
- Velocidad máxima operativa (Vno): 80 km/h (50 MPH; 43 kt)

## Aeronaves relacionadas

### Secuencias de designación
- Secuencia Alfabética (interna de Handley Page): Type A - Type B - Type C - Type D - Type E - Type F - Type G →
- Secuencia HP._ (interna de Handley Page): HP.1 - HP.2 - HP.3 - HP.4 - HP.5 - HP.6 - HP.7 →